# Débuts de l'aviation dans les Yvelines
| \| Beynes - Thiverval Chavenay - Villepreux Nangis Les Loges Saint-Cyr-l'É. Les Mureaux Toussus-le-Noble Villacoublay Guyancourt Versailles \| Localisation des aérodromes historiques dans les Yvelines. |
| Beynes - Thiverval Chavenay - Villepreux Nangis Les Loges Saint-Cyr-l'É. Les Mureaux Toussus-le-Noble Villacoublay Guyancourt Versailles                                                                  |

Les débuts de l'aviation dans les Yvelines remontent au XIXe siècle.
Les Yvelines (inclus dans le département de Seine-et-Oise jusqu'en 1968) connaitront ballons, dirigeables, et enfin avions. Elles seront un des terrains des premiers essais, des premières réussites, des premiers records.

## Les débuts de l'aviation auXIXesiècle

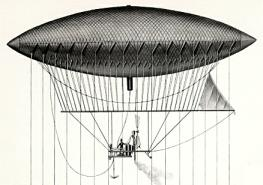
Le dirigeable en 1852

C'est le 24 septembre 1852, qu'Henri Giffard fait un vol de démonstration dans un ballon de 2 500 m3 entre Paris et Trappes à la vitesse de 7 km/h. Il utilise une petite machine à vapeur pour se propulser. Mais le premier vol en avion a lieu en 1897 à Versailles par Clément Ader.

### L'aérodrome de Satory à Versailles
Clément Ader, inventeur fécond (les chenilles de chars, la transmission stéréophonique ou « théatrophone », le câble sous-marin, l'aéroglisseur, le moteur V8) et précurseur de l'aviation moderne, a consacré une grande partie de sa vie à la réalisation d'un rêve d'enfant : le vol d'un plus lourd que l'air.
Clément Ader s'élève du sol une première fois avec l'appareil baptisé Éole, avec lequel il décolle le 9 octobre 1890 puis rase le sol sur 50 mètres à 20 cm au-dessus de la piste. Cet événement ne sera toutefois pas reconnu comme étant le premier vol : la hauteur atteinte était insuffisante pour le qualifier de tel. La performance modeste de cette génération d'engins attirera peu d'entrepreneurs. Cette expérimentation était financée par le baron Péreire, un banquier qui avait entre autres participé aux opérations immobilières liées à la modernisation de Paris dirigée par le préfet Haussmann.

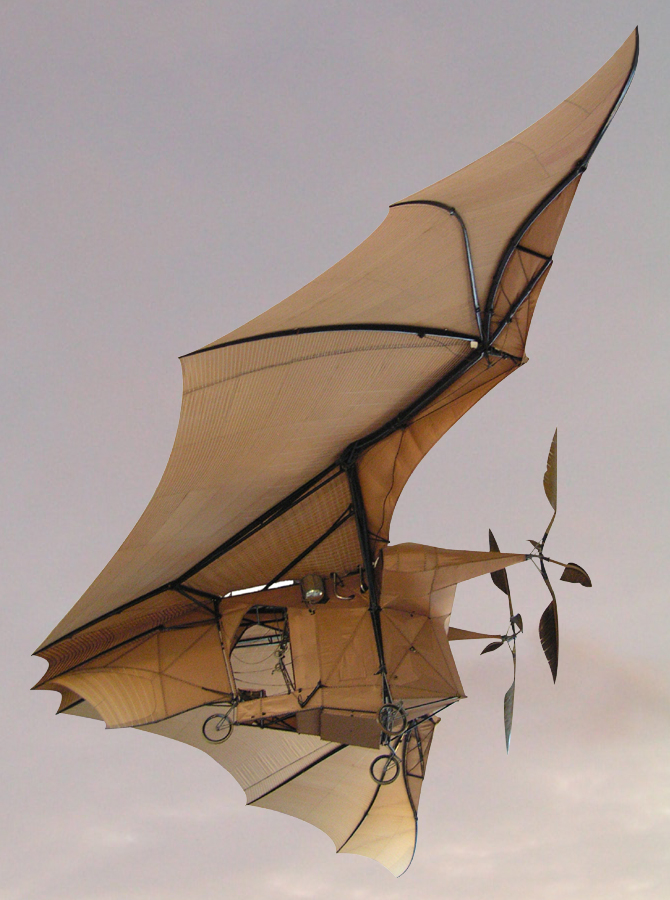
L’Avion III de Clément Ader en 1897

Intéressée par le projet, l'Armée contacte Ader, qui effectue un deuxième vol à bord de l'Éole en septembre 1891. L'appareil impressionne positivement les militaires qui commandent à Ader un second appareil plus puissant. Ader commence alors la construction d'un second appareil, évolution du premier mais présentant des similitudes avec l'Éole : l'appareil est monomoteur bicylindre à vapeur ultra-léger de 20 ch et 35 kg.
L'Avion II (Zéphyr) n'est pas achevé, mais sert de base à l'Avion III (Aquilon) qui doit pouvoir embarquer un observateur en plus du pilote, sur demande de l'Armée. C'est un bimoteur, ce qui permet de réduire les problèmes d'instabilité de l'Éole. Le poids de l'Éole III est de 258 kg à vide, il est prévu un approvisionnement en charbon et en eau pour 3 heures avec un poids de 52 kg, la force motrice vient des deux moteurs à vapeur pesant chacun 21 kg. Ils actionnent chacun 2 hélices tractives avec armature en bambou, pales en soie et papier. Le poids de chaque hélice est de 2 500 kg[réf. nécessaire].
Le 14 octobre 1897, sur le terrain militaire de Satory à Versailles Clément Ader arrache son Éole III du sol sur une distance de 200 à 300 mètres, mais perd le contrôle de son avion qui est déporté latéralement par le vent ; l'avion sort de la piste, le train d'atterrissage est brisé.
Le ministère de la Guerre cesse alors de financer Ader, qui est contraint d'arrêter la construction de ses prototypes (l'Éole avait coûté 200 000 francs de l'époque, soit près de 8 millions d'euros). Il tente alors de donner son fabuleux moteur à vapeur au capitaine Renard, qui travaille sur la navigation des dirigeables, puis se lance dans la fabrication des moteurs à explosion. L'équilibrage de ces V8 montre toujours le souci d'une utilisation aéronautique.
Contraint au secret militaire, il ne parle de ses vols qu'en 1906 après ceux de Traian Vuia à Montesson et à Issy-les-Moulineaux (vite oubliés) et de Santos-Dumont à parc de Bagatelle en 1906. Ce silence est à l'origine de la controverse entretenue par les partisans des frères Wright. En France, à l'époque, personne n'a entendu parler des frères Wright. L’histoire a retenu Santos-Dumont comme le père de l'aviation. Un débat national s'engage pendant plusieurs années, sans qu'on parvienne vraiment à trancher. On finit généralement par admettre le décollage de l'Éole, et repousser l'existence du vol de 1897. Mais les travaux du général Pierre Lissarague, menés dans les années 1980 et 1990 tendraient à prouver la réalité du vol de 1897.
Afin de faire toute la lumière sur ces vols, plusieurs maquettes motorisées de l'Éole et de l'Avion III furent réalisées. Si les maquettes de l'Éole démontrent clairement que l'appareil était capable de s'élever dans les airs, le succès est moins net avec l'Avion III. Son instabilité aérodynamique, l'absence de gouvernes de profondeur et de roulis et le gouvernail inopérant seraient les causes de l'accident.
C'est sur cet aérodrome de Satory qu'Adolphe Pégoud passe son baptême de l'air avec le capitaine Louis Carlin.
À partir de 1913, l'aérodrome de Satory sera progressivement abandonné pour l'aérodrome de Villacoublay.

## Avant la Grande Guerre
Le 18 mars 1906, Traian Vuia effectue un vol de 12 mètres avec un plus lourd que l'air motorisé à Montesson. C'est le premier vol motorisé reflété dans les médias. Il améliore ses résultats à Issy-les-Moulineaux le 12 et le 19 août 1906 : vols de jusqu'à 25 mètres à une altitude de 2,5 mètres. Le 12 novembre 1906 sur la pelouse de Bagatelle du Bois de Boulogne, Santos-Dumont effectue un vol de 21 secondes en parcourant 220 mètres à 4,50 m d'altitude. C'est un exploit largement relayé dans les médias. Mais le terrain de Bagatelle, bien qu'idéalement placé à proximité de Paris, doit être abandonné car trop exigu. On lui préfère d'abord Issy-les-Moulineaux plus vaste où l'on peut ériger des hangars pour remiser les avions. Mais le terrain appartient aux militaires qui l'utilisent comme champ de manœuvre et devant la multiplicité des vols limitent les essais de 4 h 00 à 6 h 00 du matin. Enfin en 1908, les militaires imposent le paiement d'un service d'ordre.
Les pionniers de l'aviation quittent alors peu à peu Issy-les-Moulineaux et partent s'installer loin de Paris. Les Yvelines accueilleront une partie de l'aventure.

### L'aérodrome de Montesson
Dans une carrière sur le site actuel de Carrefour ont lieu de 1906 à 1909 les envols spectaculaires de ballons dirigeables, construits et abrités sous un immense hangar. Plus discrétement, Traian Vuia avait le 18 mars 1906 fait voler un aéroplane sur une douzaine de mètres au-dessus de la route de la Borde.

### L'aérodrome de Buc

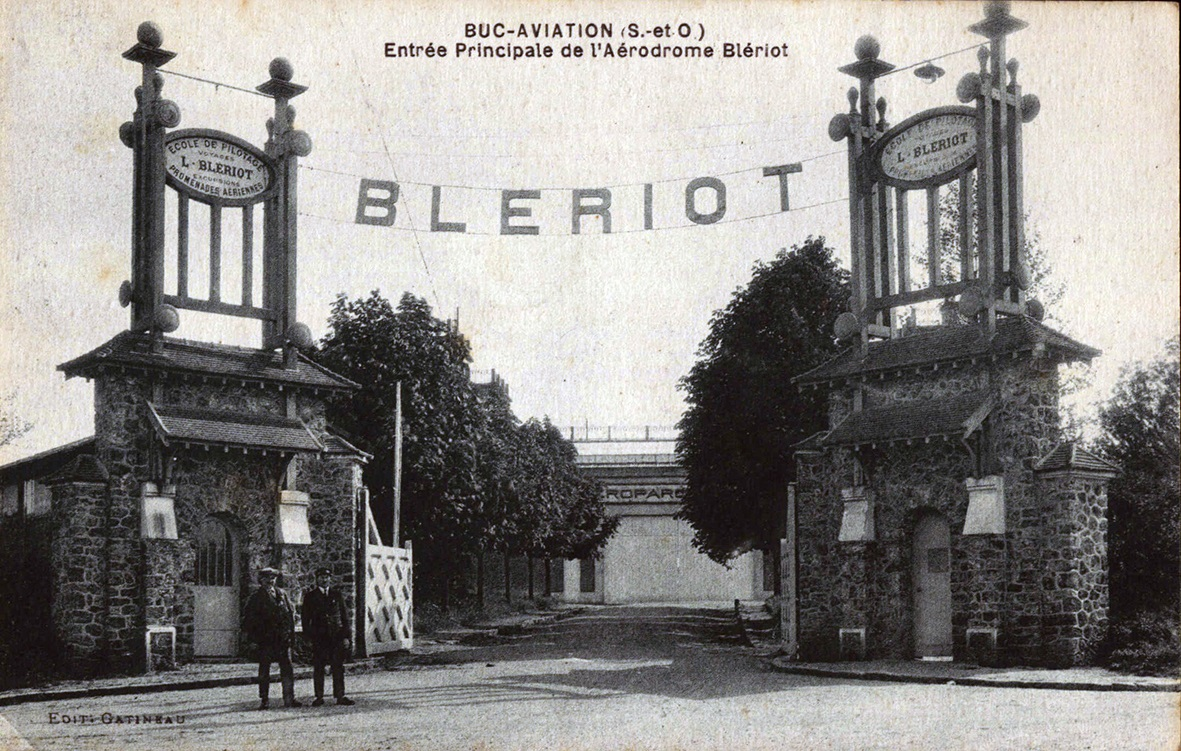
Entrée de l'aérodrome de Buc vers 1910.

Le 1er novembre 1907, Robert Esnault-Pelterie loue aux domaines des eaux de Versailles un terrain d'une superficie totale de 57 ha 68 a 81 ca situé sur les communes de Toussus-le-Noble et Buc, le procès-verbal du 26 octobre 1907 le désigne ainsi : « Étang du Trou Salé; prés clos et dépendance, rigole à cascade et rigole de superficie, M. Esnault-Pelterie qui l'utilise comme aérodrome a été autorisé à y installer des hangars en vertu de baux accessoire consentis amiablement pour le temps restant à courir du bail principal ».
Le 28 mai 1911, la course Paris-Nice-Rome-Turin effectue son départ depuis l'aérodrome de Buc.
Puis, en 1913, le premier looping fut réalisé. Mais les sources divergent sur l'identité du premier pilote qui réalisa cette figure. Il semblerait que le français Adolphe Pégoud, engagé par Louis Blériot comme pilote d'essai, fut le premier pilote à réussir cette figure aux commandes d'un Blériot le 31 août 1913 à Buc. Cependant, selon d'autres sources, cet honneur échoirait au Russe Piotr Nesterov le 27 août 1913 pilotant un Nieuport.
Bombardé en 1944, l'aérodrome est définitivement rasé et fermé en 1970. Une usine de GE Healthcare se trouve de nos jours à l'emplacement de l'aérodrome. Seules les portes monumentales sont encore visibles au niveau du carrefour giratoire entre la D938 et la rue de la Minière.

### L'aérodrome deToussus-le-Noble
Le terrain d'aviation de Toussus-le-Noble a été utilisé à partir de 1907 par les frères Farman et Robert Esnault-Pelterie, il était alors parfois appelé aérodrome de Buc. Au début, un simple hangar était construit près de l'étang du Trou-Salé.
En 1908, Henri Kapferrer expérimente son monoplan équipé d'un moteur R.E.P. Robert Esnault-Pelterie construit ses hangars à Toussus, ses bureaux et usines restent à Billancourt. Il procède aux essais de son nouveau monoplan à trois roues. Il a également fondé en 1907 la société qui porte son nom REP (pour Robert Esnault-Pelterie).
En 1909, Santos Dumont installe un hangar. Puis c'est au tour de Louis Blériot d'installer sur 200 hectares au nord des installations existantes, sur la commune de Buc, un aérodrome privé, « l'aéroparc de Buc » servant de centre d'essai. Louis Blériot est le premier à traverser la Manche, le 25 juillet 1909 en décollant au lever du soleil, condition exigée par le Daily Mail (journal britannique) qui est à l'origine du défi et lui remettra la somme de 25 000 francs-or mise en jeu. Les frères Farman commencent à voler à Toussus. Les premières écoles de pilotage sont créées, chacun préparant les élèves à voler sur ses propres appareils car les commandes sont différentes selon les appareils.

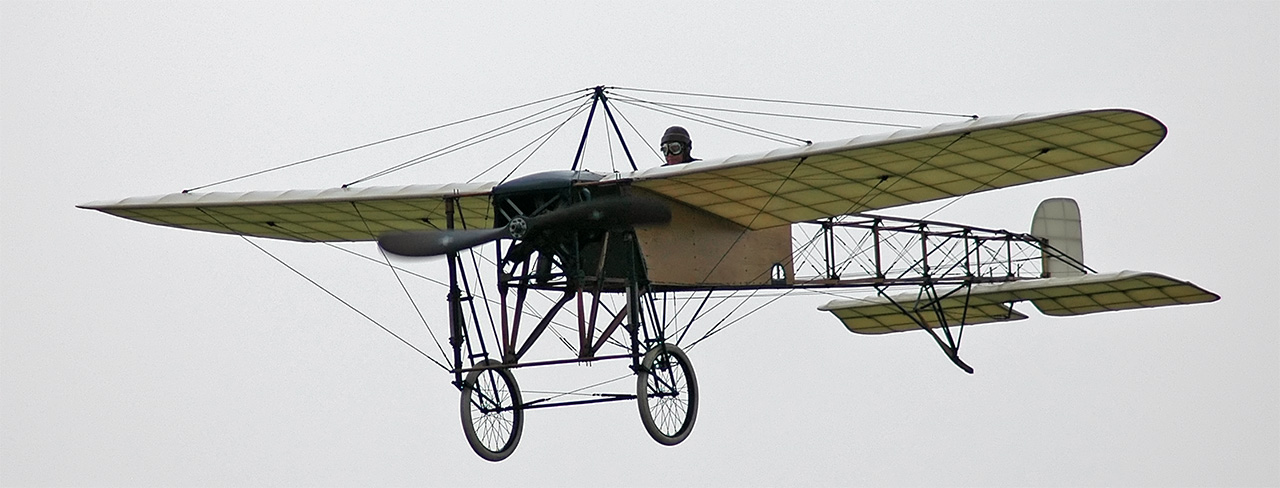
Le Blériot XI qui acquiert une renommée mondiale le 25 juillet 1909 en effectuant la première traversée de la Manche en parcourant les 38 km en 37 minutes à la vitesse moyenne de 61.6 km/h.

Le 9 novembre 1909, Maurice Farman décolle de Buc et atterrit à Chartres, parcourant ainsi 70 kilomètres en 59 minutes. En 1910, les frères Farman installent leurs hangars à Toussus-le-Noble sur un terrain de 10 ha qu'ils ont acquis.
En 1913, le roi d'Espagne Alphonse XIII assista à une revue d'aviation sur ces terrains en présence de Roland Garros et de Chevilliard. 96 avions militaires et civils lui sont présentés. Cette même année, Louis Blériot installe à Buc l'Aéroparc comprenant une école de pilotage monumentale dont une partie de l'entrée existe toujours.

### L'aérodrome de Saint-Cyr-l'École
La vocation aéronautique de Saint-Cyr-l'École date du début du XXe siècle.

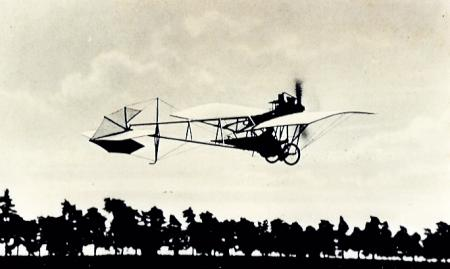
La Demoiselle de Santos-Dumont petit monoplan dont la construction commence en 1907

Le comte de la Vaulx fait construire en 1907 « aux portes de Saint-Cyr » un hangar pour abriter un dirigeable dit aéronat. La même année, Santos-Dumont poursuit les essais de son monoplan surnommé la Demoiselle, reliant Saint-Cyr à Buc à la vitesse de croisière d'environ 90 km/h. L'appareil à vide ne pèse que 118 kg et le moteur de 30 ch permet une vitesse de 90 km/h. Fabriqué en petite série, il ne coûte que 7 500 francs-or. C'est sur ce petit monoplan que Roland Garros apprendra à voler.
Trois ans plus tard, le dirigeable, La Liberté, fait une série d'ascensions ayant pour base un hangar démontable sur le terrain qu'occupera ultérieurement la Base aérienne 272 Saint-Cyr-l'École.
Et le premier dirigeable à carcasse rigide, le Spiess, est construit par la société Zodiac en 1913.
À la fin du mois de mai 1909, Henry Deutsch de la Meurthe offre à l'Université de Paris une somme de 500 000 FRF et une rente annuelle de 15 000 FRF sa vie durant pour être affectées à la création et à l'entretien d'un Institut aérotechnique où seraient poursuivies les recherches théoriques et pratiques tendant au perfectionnement des engins de la locomotion aérienne sous toutes ses formes. Ainsi en 1911 est créé l'institut aérotechnique (IAT) pour effectuer « toutes recherches et essais concernant la technique des appareils en équilibre ou en mouvement dans l'air ». Cet institut implanté à Saint-Cyr dépend de l'université de Paris. Il s'étend sur plusieurs hectares et intègre une piste électrifiée de plus d'un kilomètre. Une traction de 80 chevaux permet d'étudier les pressions et dépressions sur l'ensemble des surfaces des avions et de définir les formes les plus adaptées des hélices. Des appareils enregistreurs sont aussi étudiés dans les avions en vols.

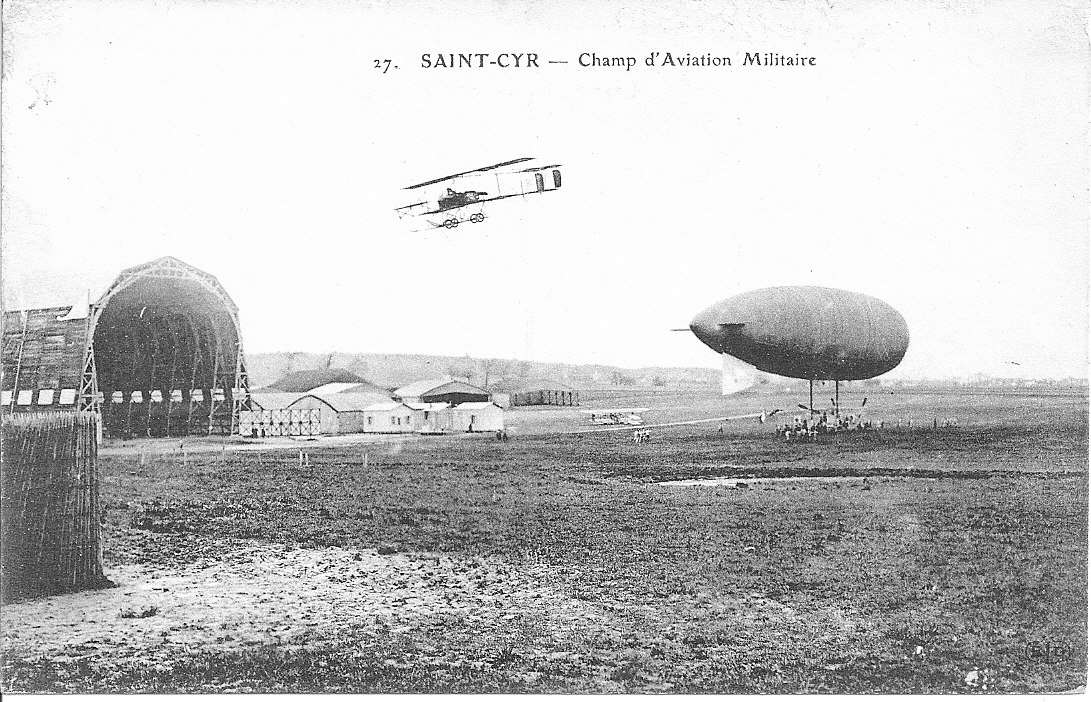
L'aérodrome militaire de Saint-Cyr

Des recherches entreprises à partir de 1909 par Gustave Eiffel aboutissent en 1911 au dépôt d'un brevet qui concerne un dispositif (diffuseur placé en sortie de veine d'expériences), ayant pour but d'augmenter le rendement énergétique des installations destinées à créer des courants d'air artificiels (souffleries).
Au début de l'année 1912, l'armée met en place cinq escadrilles de six avions chacune, les avions sont du même type au sein d'une escadrille. Parmi ces cinq escadrilles, trois sont basées dans les Yvelines : une à Buc et deux à Saint-Cyr dont une escadrille M. Farman MF2 à l'école d'aviation de Buc, une escadrille M. Farman MF5 et une escadrille Deperdussin D4 à Saint-Cyr.
En septembre 1912, le capitaine Étévé est promu chef du centre aéronautique de Saint-Cyr-l'École : l'aviation et l'aérostation sont regroupées sous ses ordres. Le terrain en bordure de la « route aux cochons » (l'actuelle rue du Docteur-Vaillant) est retenu, ainsi que la caserne Charles Renard, destinée à recevoir les pilotes.
En 1913, le premier groupe d'aérostation se trouve à Saint-Cyr-l'École. De nombreux essais de dirigeables sont effectués, des « saucisses » sont montées dans les ateliers de la base où beaucoup d'ouvrières de la commune sont employées à l'entoilage.
En août 1914, au début de la Première Guerre mondiale, le camp de Mourmelon est replié à Saint-Cyr-l'École et pendant la guerre, le champ d'aviation devient un énorme atelier et un centre de réparation des appareils endommagés qui arrivent par trains entiers. 4 000 personnes, civils et militaires, y travaillent en 1917.

### L'aérodrome de Châteaufort
Le 19 août 1913, le Français Adolphe Pégoud (de son véritable prénom Célestin) au départ de l'aérodrome de Châteaufort (Yvelines), expérimenta le premier saut en parachute en abandonnant son avion, un vieux Blériot XI sacrifié pour l'occasion. Vers 18 h, après quelques démêlés avec les autorités venues interdire l'expérience sur ordre du préfet, l'aviateur Pégoud décolle enfin devant la presse et un public venu nombreux. Seul à bord, à 250 mètres d’altitude, il place son avion face au vent au-dessus de la vallée de la Mérantaise au lieu-dit « La Geneste » et déclenche son parachute fixé sur le fuselage et maintenu par un système mis au point par l'inventeur Bonnet. Pendant que l’intrépide Pégoud descend dans les airs « en père peinard » (note-t-il dans ses propres carnets), son avion livré à lui-même, forme dans le ciel de curieuses arabesques avant de s’écraser au sol. Ces manœuvres lui donnèrent l'idée de réaliser des figures aériennes jusqu’ici impensables pour l'époque. C'est ainsi qu'il effectua, dans les semaines suivantes, le premier vol sur le dos et l'un des tout premiers loopings de l'histoire, devenant ainsi le précurseur de la voltige aérienne.

### L'aérodrome de Vélizy-Villacoublay
En septembre 1908, Koechlin et Pischoff réussissent des vols de trois cents à cinq cents mètres à Villacoublay.
En février 1910, Le comte de Lambert découvre le site de Villacoublay où rapidement s'installent une école de pilotage et une usine de montage d'avion. En mai 1910 la société qui gère les brevets Wright s'installe à Villacoublay et y ouvre son école de pilotage.
Morane-Saulnier s'installe à Villacoublay en 1911.
La prestigieuse Coupe Pommery était le trophée donné entre 1909 et 1913, deux fois par an (avant le 30 avril et avant le 31 octobre), à l'aviateur qui parcourait la plus grande distance en un jour (puis en deux jours en 1913). Marcel Brindejonc des Moulinais fit plusieurs tentatives infructueuses en 1912 et 1913 : Paris-Berlin le 8 août 1912, Villacoublay-Berlin le 18 octobre 1912, tentative impossible après la bénédiction de son Morane-Saulnier à Villacoublay par l'évêque de Versailles (monseigneur Gibier) le 22 octobre 1912, Paris-Münster le 29 avril 1913, Brème-Bruxelles-Londres du 9 au 11 mai 1913. Malgré la tricherie de Maurice Guillaux, qui prétendit avoir parcouru 1 386 kilomètres le 23 août 1913, Marcel Brindejonc des Moulinais remporta de fait la célèbre coupe le 10 juin 1913 sur les 1 382,8 kilomètres (longueur homologuée, à la vitesse de 170 kilomètres à l'heure, les arrêts étant décomptés) de Paris (Villacoublay, départ à 3 h 37) à Varsovie (arrivée 14 heures et 18 minutes plus tard). En Pologne, il continua sur son Morane-Saulnier H (monoplan biplace, le pilote étant à l'arrière, avec moteur Gnome de quatre-vingts chevaux) dans un circuit des capitales d'Europe (un peu plus de 4 800 kilomètres) entre le 10 juin et le 2 juillet 1913 : Varsovie-Dwinsk (15 juin)-Saint-Pétersbourg (17 juin)-Reval (23 juin)-Stockholm (25 juin)-Copenhague (29 juin)-La Haye (1er juillet)-Paris (Villacoublay, 2 juillet). Pour franchir les 300 kilomètres de la mer Baltique, Marcel Brindejonc des Moulinais avait obtenu de la marine russe, grâce au prince Liben, que huit torpilleurs fussent placés le 25 juin tous les 18 milles entre l'île Argo et la capitale suédoise. L'accueil fut partout triomphal. L'ovation fut exceptionnelle à Villacoublay, où il arriva un peu après quatre heures de l'après-midi, escorté de Corbeaulieu à Villacoublay par quatre monoplans. Il fut reçu à l'hôtel de ville de Paris. Les journaux du monde entier louèrent l'audace du jeune Breton. Quantité de lettres de félicitation avaient la simple adresse : « Brindejonc des Moulinais, France ».

### L'aérodrome de Bois-d'Arcy
En 1907, Santos-Dumont s'installe dans la ferme de la Petite Tremblay, sur un terrain prêté (à l’actuel endroit du centre Leclerc[réf. nécessaire]) à Bois-d'Arcy où il expérimente ses appareils « plus lourds que l'air ».

### Les premières nuisances
La cohabitation entre les aviateurs et les riverains de ces nombreux aérodromes n'est pas facile dès les débuts. Ainsi le Conseil Municipal de Guyancourt proteste dès le 27 avril 1911 : Les aviateurs n'ayant construit que des hangars sans établir d'aérodrome tendent à voler journellement et en circuit fermé sur les terrains en culture de la commune....il s'est produit des atterrissages dans les récoltes sans que les propriétaires soient avertis ni dédommagés.

## L'entre-deux-guerres

### L'aérodrome de Villacoublay
- Alfred Fronval, se tue en 1928 dans un accident d’avion à Villacoublay à la suite d’une collision. Breveté pilote-aviateur en 1917, il fut pilote de guerre et moniteur d’acrobatie. En 1927, il est sacré champion du monde d’acrobatie aérienne. Il prône l’acrobatie aérienne comme la meilleure école de pilotage. Le 3 février 1928, il bat le record du monde en exécutant 1111 loopings en 4h56. Employé de Morane Saulnier, il fut auteur d'un manuel de pilotage et inventeur d’un appareil d'entraînement au sol (Link-Trainer).
- Maryse Hilsz le 19 août 1932 bat le record féminin de l'altitude (10 000 m) et le 17 juin 1934, Maryse Hilsz bat le record du monde d'altitude féminine sur Morane, en montant à 11 800 mètres.

### L'aérodrome éphémère de Saint Germain en Laye
Le dimanche 17 mai 1936 eut lieu sur le camp des Loges "Le Meeting de Paris" organisé à Saint-Germain-en-Laye par l'Air propagande. Au programme "Grand gala international de l'acrobatie et du parachute".

### L'aérodrome de Guyancourt

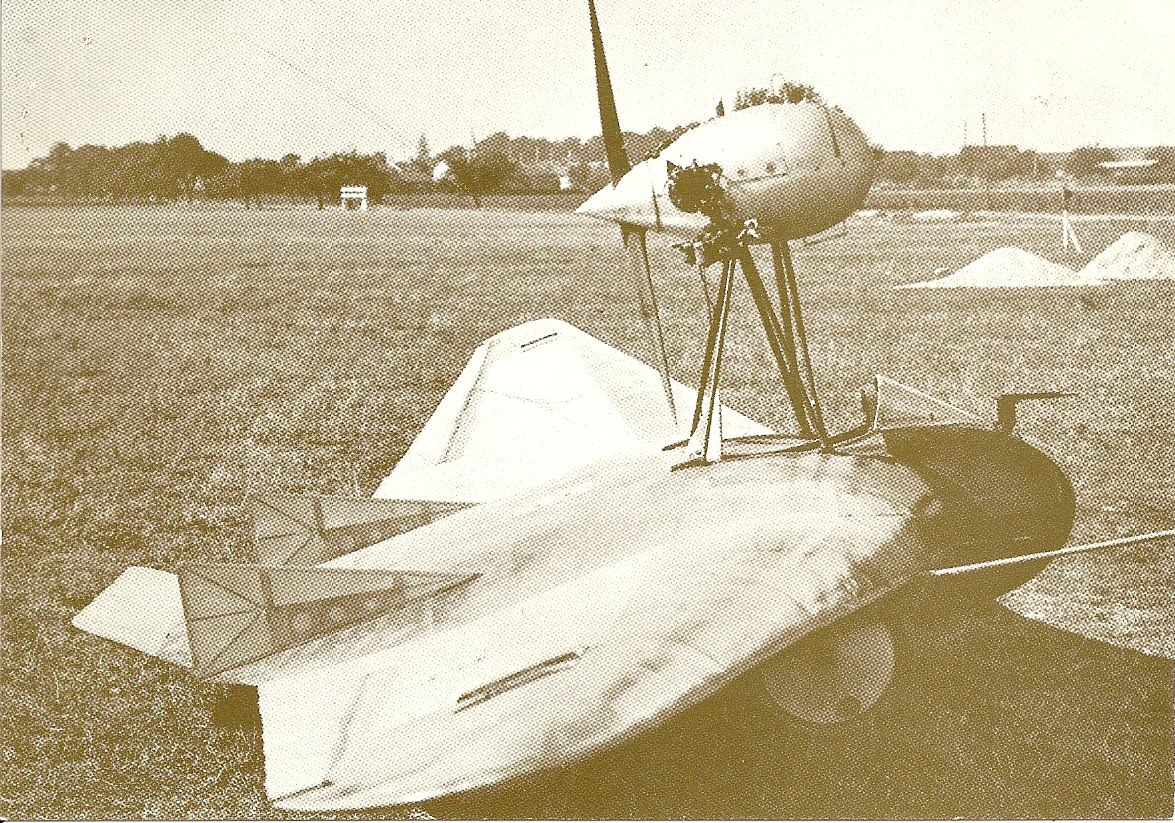
Aile volante de Fauvel en 1933

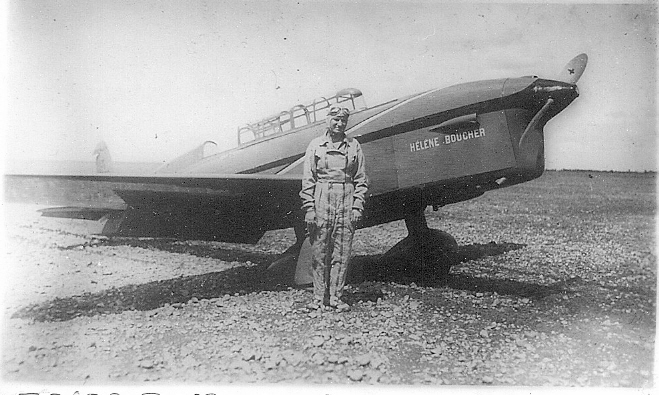
Hélène Boucher devant son Caudron Rafale

L'aviation se développe à Guyancourt avec la construction de l'aérodrome de l'entreprise Caudron en 1930. Le 1er juillet 1933, la société Caudron, en difficulté financière, est rachetée par Louis Renault. De 1932 à 1940, Marcel Riffard travaille pour la société Caudron-Renault, il y réalise les « Rafale" et les « Simoun" qui s'illustrèrent en particulier dans la Coupe Deutsch et sur lesquels il appliqua l' « aile crocodile ". Marcel Riffart est dépendant direct de François Lehideux, patron de Renault de l'époque.
- En 1933 Charles Fauvel procède aux essais de son aile volante de type A.V.2[19] avec un moteur de 32 ch[20]
- Le 8 août 1934, aux commandes d'un Caudron-Renault, Hélène Boucher enlève d'une part le record de vitesse sur 100 km à 412 km/h et d'autre part le record des 1 000 km à la moyenne de 409 km/h. Le 11 août elle s'adjugeait le record du monde féminin à 445 km/h. Mais le 30 novembre 1934, H. Boucher se tue lors d'un vol d'entrainement aux commandes d'un Caudron "Rafale"[21] après avoir décollé de l'aérodrome de Guyancourt.

L'aérodrome est utilisé pour le tournage de nombreux films :
- Anne Marie en 1936 de Raymond Bernard (le fils de Tristan Bernard) sur un scénario de Antoine de Saint-Exupéry avec l'actrice Annabella[22] ;
- The spirit of Saint Louis en 1957 de Billy Wilder avec James Stewart, Murray Hamilton. Le film fut tourné en Californie et près de New York, mais aussi en France, à l’aérodrome de Guyancourt, qui tient lieu du Bourget en 1927[23].
- Le 19 mars 1937, Jacques Menget et Pierre Raphaël ont effectué un saut de 600 mètres sur le terrain de Guyancourt dans le cadre de la mise au point de parachute adapté au largage de matériel militaire. Le saut fut largement médiatisé[24].

L'aérodrome de Guyancourt sera fermé le 1er octobre 1989 pour des raisons de sécurité. Sur les anciennes pistes sont aujourd'hui construits une partie des quartiers de Villaroy et de l'Europe. Les dénominations des rues (Jacqueline Auriol, Roland Garros, etc.) et des équipements publics (Gymnase de l'Aviation, école Saint-Exupéry, etc.) sont les derniers vestiges de cette aventure. Clin d'œil de l'histoire, une partie des anciennes pistes de l'aérodrome "Caudron-Renault" est occupée par le Technocentre Renault qui y élabore les nouveaux modèles de la marque.

### L'aérodrome de Chavenay
Le ministère de la Guerre crée l'aérodrome de Chavenay en 1936 pour ses propres besoins. Celui-ci fut ouvert à la circulation aérienne publique le 6 février 1947. Dès la fin de la Seconde Guerre mondiale et jusqu'en 1973, le trafic était essentiellement composé de planeurs.

### L'aérodrome de Chateaufort
Au début des années 1930, Maryse Hilsz eut une relation passionnée avec un autre pilote d'exception, André Salel. Ils ne se marièrent pas, aucun des deux ne souhaitant mettre un terme à sa carrière, ni connaître une vie paisible et sans risque. Elle connut un immense chagrin, à la mort de son compagnon, alors pilote d’essai chez Farman. Dans l’après-midi du 18 juin 1934, en effet, André Salel et son mécanicien Roger Robin périrent à Châteaufort en réalisant le 2e vol d’essai du prototype d’avion de combat F 420-01 de Farman.

### L'aérodrome de Toussus-le-Noble
Son activité civile reste intense.
En 1947, une base aéronavale (BAN) s'installe également sur le terrain.
Le 30 juin 2011, l'établissement militaire ferme ses portes.

### Un aéroport international sur l'étang de Saint-Quentin
Dans les années 1930, un projet d’aéroport intercontinental, comprenant un plan d’eau pour les hydravions et un aérodrome terrestre, était envisagé sur le territoire de Trappes, Montigny-le-Bretonneux, les Clayes-sous-Bois au nord...
L'étang devait être considérablement agrandi afin d'accueillir les hydravions. D'une profondeur de 6 mètres, ses berges devaient rejoindre Plaisir à l'ouest et les Clayes-sous-Bois au Nord. Il était prévu d'utiliser la Machine de Marly  pour alimenter le plan d'eau avec les eaux de la Seine.
Ce projet finalisé en 1936, avait reçu l'accord des décideurs au détriment du site du Bourget qui finalement fut retenu après la guerre.

## Les aérodromes Yvelinois aujourd'hui
Trois aérodromes significatifs continuent de fonctionner dans les Yvelines : Saint-Cyr-l'École, Toussus et Chavenay, sans oublier Vélizy-Villacoublay qui conserve sa vocation exclusivement militaire (Base aérienne 107 Villacoublay).